# Pamphagus ortolaniae
Pamphagus ortolaniae är en insektsart som beskrevs av Cusimano och Massa 1975-1976. Pamphagus ortolaniae ingår i släktet Pamphagus och familjen Pamphagidae. Inga underarter finns listade i Catalogue of Life.

## Bildgalleri

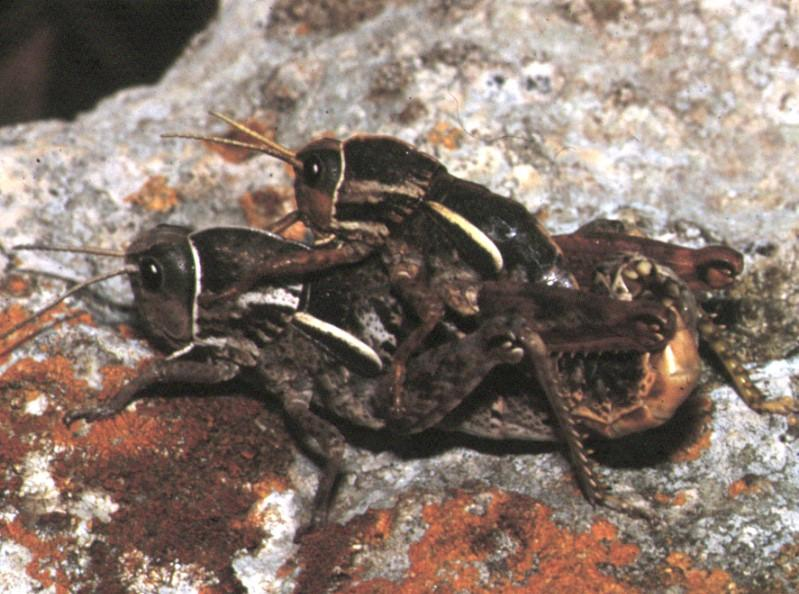